# 대런 섄 (시리즈)
대런 섄(The Saga of Darren Shan/Cirque Du Freak)은 아일랜드의 판타지 작가 대런 오쇼그네시의 뱀파이어물 판타지 소설이다. 전 12권으로 이루어져 있다.

## 목록
- 1권-괴물 서커스단
- 2권-뱀파이어의 조수
- 3권-피의 터널
- 4권-뱀파이어 마운틴
- 5권-죽음의 심판
- 6권-뱀파이어 왕자
- 7권-황혼의 사냥꾼
- 8권-암흑의 샛길
- 9권-새벽의 살인마
- 10권-영혼의 호수
- 11권-어둠의 대왕
- 12권-운명의 자식들